# حي الشابل

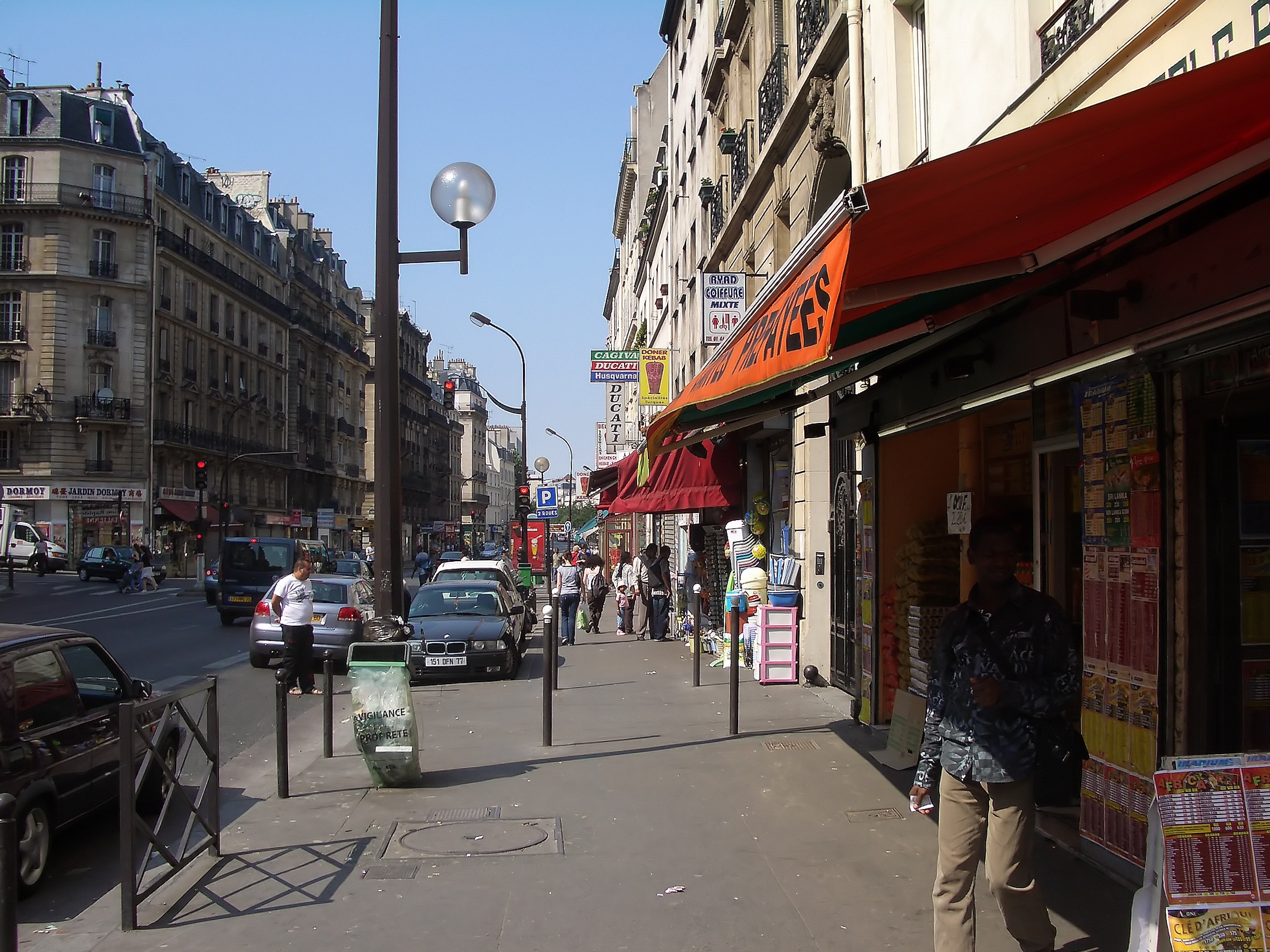
شارع ماكس دورموا في حي الشابل

حي الشابل بالفرنسية (Quartier de la Chapelle) وهو حي من أحياء الدائرة الثامنة عشر في باريس ويقع في شرق هذه الدائرة وشمال باريس وعلى الطريق القديم لكاتدرائية سان دوني أحد آخر الأحياء في مدينة باريس.

## الموقع

أحياء الدائرة الثامنة عشرر ويبدو على اليمين حي الشابل

وهو يقابل الجزء الجنوبي الشرقي من البلدة القديمة من لا شابيل، وكان قد ضُمَّ في عام 1860 إلى باريس. بقي هذا الحي محافظاً على الطابع الباريسي ومحتفظاً بالطابع الشعبي أيضاً. يقع مركزه في مُحيط ساحة بول إلوارد - مفترق طرق بين الشارع ماركس دورموي، وأوردنير وشارع ريكيت وفيه أيضاً شارع الزيتون المعروف. يفصل هذا الحي عن حي كوت دور خطوط الحديد لمحطة باريس الشمال في باريس.

## خصائص الحي
من هذا الحي نستطيع أن نشتري السلع المشرقية والطعام العربي ولا سيما الخبز المشرقي وذلك بفضل العديد من المحلات التجارية التي يمتلكها أتراك وهم يقومون ببيع المنتجات الشرقية، كما يوجد في الحي تجمّع لطائفة التاميل في باريس حيث يوجد معبد لهم بالقرب من محطة مترو الشابل.

## التاريخ

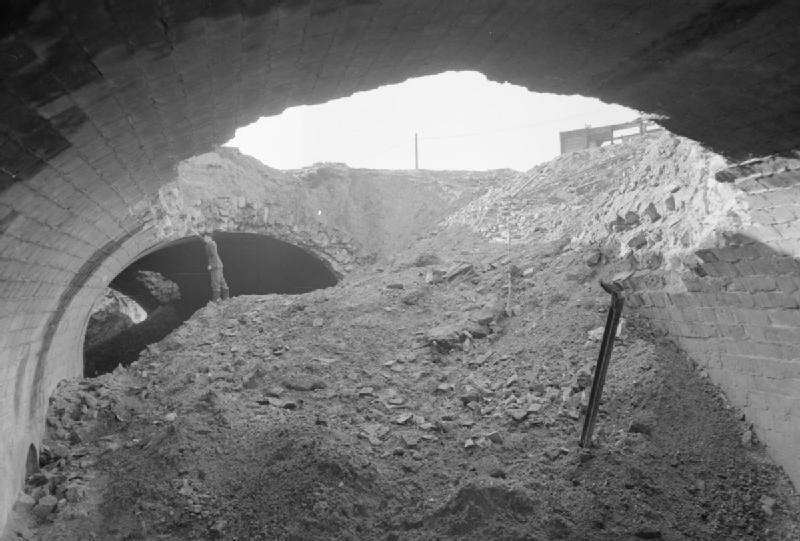
القصف الذي أصاب حي الشابل في الحرب العالمية الثانية

الموقع الحالي لحي الشابل هو مركز قرية لا شابيل الذي يعود إلى العصور الوسطى المبكرة. وبني على الطريق القديم الذي يذهب من باريس إلى سان دوني. وكان مركز مدينة سانت ديونيسيوس. قد اذدهر الحي بفضل سوق العدس، و سوق الماشية والمعارض التي تم اتخاذها على طول الطريق لبيع الثيران على سبيل المثال.

## المعالم

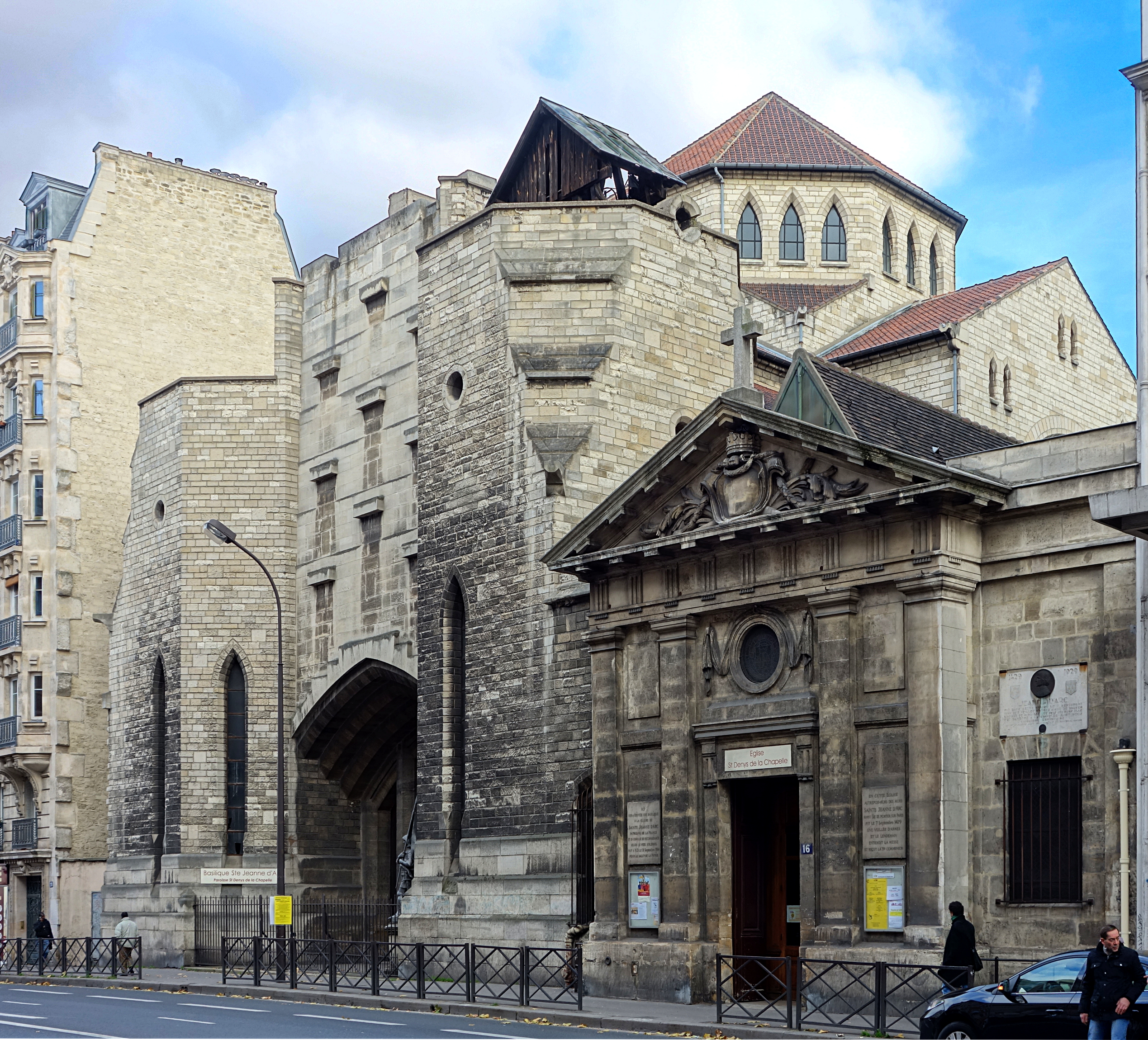
كنيسة سان دوني في حي الشابل بباريس.

ويوجد في هذا الحي كنيسة سان دوني في الشابل على الطريق القديم لكاتدرائية سان دوني في مدينة سان دوني شمال باريس.